# Maymena sbordonii
Maymena sbordonii là một loài nhện trong họ Mysmenidae.
Loài này thuộc chi Maymena. Maymena sbordonii được P. M. Brignoli miêu tả năm 1974.